# Яровая (приток Большого Анюя)
Ярова́я — река в Чукотском автономном округе России, левый приток Большого Анюя, протекает по территории Билибинского района. Длина реки составляет 363 км. Уклон дна — 0,3 ‰. Средний многолетний расход воды — 23,8 м³/с. Площадь водосборного бассейна — 4170 км². 

## Описание
Яровая начинается на юго-востоке Курьинского кряжа. Генеральным направлением течения реки является север. Между заимками Баеково и Константиновская впадает в нижнее течение Большого Анюя. Бассейн реки располагается в пределах таежной и юкагирской ландшафтных зон.

## Данные водного реестра
По данным государственного водного реестра России, Яровая относится к Анадыро-Колымскому бассейновому округу, водохозяйственный участок реки — Анюй, включая реки Большой и Малый Анюй, речной подбассейн реки — Анюй. Речной бассейн реки — Колыма.
Код объекта в государственном водном реестре — 19010300112119000066641.